# Уральский федеральный округ
Ура́льский федера́льный о́круг (УрФО, УФО) — федеральный округ Российской Федерации, в пределах Урала и Западной Сибири. Образован Указом президента РФ от 13 мая 2000 года. В состав округа входят 6 субъектов РФ.
Территория округа составляет 10,62 % от территории России.
В округе, как и в ЦФО, отсутствуют республики, только области (включая Ямало-Ненецкий автономный округ и Ханты-Мансийский автономный округ — Югра, которые входят в состав Тюменской области). Является наименьшим среди федеральных округов по количеству субъектов.
Имеет как сухопутные, так и морские границы; из внешних граничит с Казахстаном, из внутренних граничит с Приволжским, Северо-Западным и Сибирским федеральными округами.
Налоговые отчисления предприятий двух субъектов РФ в составе УрФО формируют около трети (33,08 %) Федерального бюджета России — Ханты-Мансийский автономный
округ — Югра (25,80 %) и Ямало-Ненецкий автономный округ (7,28 %).
Административный центр и крупнейший город — Екатеринбург.

Географическое положение Уральского федерального округа

## Состав округа
| № | Флаг | Субъект Федерации                         | Площадь (км²) | Население (чел.) | Админ. центр (население) | ВРП, млрд.руб. (2016) | место среди субъектов РФ по ВРП 2016 | ВРП на душу населения, тыс.руб./чел. (2016) |
| - | ---- | ----------------------------------------- | ------------- | ---------------- | ------------------------ | --------------------- | ------------------------------------ | ------------------------------------------- |
| 1 |      | Курганская область                        | 71 488        | ↘744 465         | Курган (300 763)         | 193,9                 | 67                                   | 226,0                                       |
| 2 |      | Свердловская область                      | 194 307       | ↘4 221 452       | Екатеринбург (1 548 187) | 1 978,1               | 6                                    | 456,9                                       |
| 3 |      | Тюменская область                         | 1 464 173     | ↗3 931 696       | Тюмень (872 077)         | 927,0                 | 18                                   | 632,2                                       |
| 4 |      | Ханты-Мансийский автономный округ — Югра* | 534 801       | ↗1 781 782       | Ханты-Мансийск (113 663) | 3 031,2               | 4                                    | 1 852,3                                     |
| 5 |      | Челябинская область                       | 88 529        | ↘3 385 124       | Челябинск (1 176 770)    | 1 260,7               | 13                                   | 360,0                                       |
| 6 |      | Ямало-Ненецкий автономный округ*          | 769 250       | ↗523 105         | Салехард (49 486)        | 1 963,9               | 7                                    | 3 670,3                                     |

* — автономный округ входит в состав Тюменской области, являясь равноправным субъектом Российской Федерации
Все субъекты вошли в день образования округа 13 мая 2000 года.

### Общая карта
Города с населением:
 — свыше 1 000 000 чел.
 — от 200 000 чел. до 1 000 000 чел.
 — от 100 000 чел. до 200 000 чел.
 — от 50 000 чел. до 100 000 чел.
 — от 30 000 чел. до 50 000 чел.

## Крупные города
Населённые пункты с численностью населения более 25 тысяч человек
| Екатеринбург      | ↗1 548 187 |
| Челябинск         | ↘1 176 770 |
| Тюмень            | ↗872 077   |
| Магнитогорск      | 410 594    |
| Сургут            | 396 443    |
| Нижний Тагил      | ↘328 157   |
| Курган            | ↘300 763   |
| Нижневартовск     | ↗283 256   |
| Каменск-Уральский | ↘160 312   |

| Златоуст       | ↘157 244 |
| Миасс          | ↘146 650 |
| Копейск        | ↘143 751 |
| Нефтеюганск    | ↗126 690 |
| Ханты-Мансийск | ↗113 663 |
| Первоуральск   | ↘110 999 |
| Новый Уренгой  | ↗106 890 |
| Ноябрьск       | ↗102 938 |
| Тобольск       | ↘99 454  |

| Серов         | ↘93 192 |
| Новоуральск   | ↘77 894 |
| Озёрск        | ↘76 434 |
| Верхняя Пышма | ↗73 727 |
| Троицк        | ↘69 983 |
| Шадринск      | ↘68 609 |
| Ишим          | ↘67 345 |
| Нягань        | ↗63 034 |
| Когалым       | ↘61 441 |

| Берёзовский    | ↗60 566 |
| Ревда          | ↘59 521 |
| Асбест         | ↘56 533 |
| Краснотурьинск | ↘55 727 |
| Полевской      | ↘54 364 |
| Снежинск       | ↗50 717 |
| Салехард       | ↗49 486 |
| Чебаркуль      | ↘44 671 |
| Верхняя Салда  | ↘40 474 |

| Ялуторовск   | ↘38 824 |
| Южноуральск  | ↘37 313 |
| Красноуфимск | ↗37 307 |
| Ирбит        | ↘36 587 |
| Алапаевск    | ↘35 972 |
| Богданович   | ↘29 895 |
| Аша          | ↘27 442 |
| Еманжелинск  | ↘27 371 |
| Заводоуковск | ↗27 100 |

## Описание
На территории федерального округа действует 1164 муниципальных образования.
Наиболее высокой степенью урбанизации характеризуются Свердловская и Челябинская области.
Плотность населения — 6,75 чел./км² (в среднем по России: 8,53 чел./км²).
Наибольшей плотностью населения отличается центральная и южная части федерального округа, где плотность достигает 42 чел/км². Такое положение дел объясняется особенностями географического положения регионов и структурой их промышленного производства.
Большинство субъектов Уральского ФО обладает крупными месторождениями минерального сырья. В Ханты-Мансийском и Ямало-Ненецком автономных округах разведаны и эксплуатируются нефтяные и газовые месторождения, относящиеся к Западно-Сибирской нефтегазоносной провинции, в которой сосредоточено 66,7 % запасов нефти России (6 % — мировых) и 77,8 % газа России (26 % мировых запасов).
По лесистости округ уступает только Сибири и Дальнему Востоку.
Уральский федеральный округ располагает 10 % общероссийских запасов лесонасаждений.
В структуре леса преобладают хвойные леса.
Потенциальные возможности заготовки древесины свыше 50 млн м³.
Земельный фонд на 1 января 2019 года — 182 млн га.
Протяжённость сухопутной государственной границы — более 1300 км, плюс морская граница на севере.

## Население
В Уральском федеральном округе проживает 12 282 737 человек (2025), что составляет 8,41 % населения России.
| 1979        | 1987        | 1989        | 1990        | 1991        | 1992        | 1993        | 1994        | 1995        |
| ----------- | ----------- | ----------- | ----------- | ----------- | ----------- | ----------- | ----------- | ----------- |
| 10 859 783  | ↗12 235 000 | ↗12 526 000 | ↗12 725 135 | ↗12 747 603 | ↘12 714 979 | ↘12 671 116 | ↘12 624 712 | ↗12 635 484 |
| 1996        | 1997        | 1998        | 1999        | 2000        | 2001        | 2002        | 2003        | 2004        |
| ↘12 606 118 | ↘12 574 651 | ↗12 582 556 | ↘12 574 168 | ↘12 515 498 | ↘12 471 257 | ↘12 373 926 | ↘12 361 257 | ↘12 315 658 |
| 2005        | 2006        | 2007        | 2008        | 2009        | 2010        | 2011        | 2012        | 2013        |
| ↘12 279 234 | ↘12 244 214 | ↘12 230 524 | ↗12 240 382 | ↗12 254 976 | ↘12 080 526 | ↗12 086 939 | ↗12 143 438 | ↗12 197 544 |
| 2014        | 2015        | 2016        | 2017        | 2018        | 2019        | 2020        | 2021        | 2022        |
| ↗12 234 224 | ↗12 275 853 | ↗12 308 103 | ↗12 345 803 | ↗12 356 229 | ↘12 350 122 | ↗12 360 752 | ↘12 300 793 | ↘12 285 258 |
| 2023        | 2024        | 2025        |             |             |             |             |             |             |
| ↘12 259 126 | ↗12 262 295 | ↗12 282 737 |             |             |             |             |             |             |

| Рождаемость (число родившихся на 1000 человек населения) | Рождаемость (число родившихся на 1000 человек населения) | Рождаемость (число родившихся на 1000 человек населения) | Рождаемость (число родившихся на 1000 человек населения) | Рождаемость (число родившихся на 1000 человек населения) | Рождаемость (число родившихся на 1000 человек населения) | Рождаемость (число родившихся на 1000 человек населения) | Рождаемость (число родившихся на 1000 человек населения) | Рождаемость (число родившихся на 1000 человек населения) |
| 1970                                                     | 1975                                                     | 1980                                                     | 1985                                                     | 1990                                                     | 1995                                                     | 1996                                                     | 1997                                                     | 1998                                                     |
| -------------------------------------------------------- | -------------------------------------------------------- | -------------------------------------------------------- | -------------------------------------------------------- | -------------------------------------------------------- | -------------------------------------------------------- | -------------------------------------------------------- | -------------------------------------------------------- | -------------------------------------------------------- |
| 15,3                                                     | ↗17,3                                                    | ↘16,9                                                    | ↗17,9                                                    | ↘13,5                                                    | ↘9,2                                                     | ↘9                                                       | ↘8,8                                                     | ↗9,3                                                     |
| 1999                                                     | 2000                                                     | 2001                                                     | 2002                                                     | 2003                                                     | 2004                                                     | 2005                                                     | 2006                                                     | 2007                                                     |
| ↘8,8                                                     | ↗9,1                                                     | ↗9,7                                                     | ↗10,6                                                    | ↗11                                                      | ↗11,4                                                    | ↘11,1                                                    | ↗11,4                                                    | ↗12,4                                                    |
| 2008                                                     | 2009                                                     | 2010                                                     | 2011                                                     | 2012                                                     | 2013                                                     | 2014                                                     |                                                          |                                                          |
| ↗13,2                                                    | ↗13,6                                                    | ↗14,1                                                    | ↗14,2                                                    | ↗15,1                                                    | →15,1                                                    | ↗15,2                                                    |                                                          |                                                          |

| Смертность (число умерших на 1000 человек населения) | Смертность (число умерших на 1000 человек населения) | Смертность (число умерших на 1000 человек населения) | Смертность (число умерших на 1000 человек населения) | Смертность (число умерших на 1000 человек населения) | Смертность (число умерших на 1000 человек населения) | Смертность (число умерших на 1000 человек населения) | Смертность (число умерших на 1000 человек населения) | Смертность (число умерших на 1000 человек населения) |
| 1970                                                 | 1975                                                 | 1980                                                 | 1985                                                 | 1990                                                 | 1995                                                 | 1996                                                 | 1997                                                 | 1998                                                 |
| ---------------------------------------------------- | ---------------------------------------------------- | ---------------------------------------------------- | ---------------------------------------------------- | ---------------------------------------------------- | ---------------------------------------------------- | ---------------------------------------------------- | ---------------------------------------------------- | ---------------------------------------------------- |
| 8,3                                                  | ↗9,5                                                 | ↗10,7                                                | ↘10,3                                                | ↘9,7                                                 | ↗13,8                                                | ↘13                                                  | ↘12,3                                                | ↘12,2                                                |
| 1999                                                 | 2000                                                 | 2001                                                 | 2002                                                 | 2003                                                 | 2004                                                 | 2005                                                 | 2006                                                 | 2007                                                 |
| ↗13,3                                                | ↗14,3                                                | ↘14,2                                                | ↗14,9                                                | ↗15,2                                                | ↘14,7                                                | ↗14,8                                                | ↘13,8                                                | ↘13,3                                                |
| 2008                                                 | 2009                                                 | 2010                                                 | 2011                                                 | 2012                                                 | 2013                                                 | 2014                                                 |                                                      |                                                      |
| →13,3                                                | ↘12,9                                                | ↗13                                                  | ↘12,7                                                | ↘12,6                                                | ↘12,4                                                | →12,4                                                |                                                      |                                                      |

| Естественный прирост населения (на 1000 человек населения, знак (-) означает естественную убыль населения) | Естественный прирост населения (на 1000 человек населения, знак (-) означает естественную убыль населения) | Естественный прирост населения (на 1000 человек населения, знак (-) означает естественную убыль населения) | Естественный прирост населения (на 1000 человек населения, знак (-) означает естественную убыль населения) | Естественный прирост населения (на 1000 человек населения, знак (-) означает естественную убыль населения) | Естественный прирост населения (на 1000 человек населения, знак (-) означает естественную убыль населения) | Естественный прирост населения (на 1000 человек населения, знак (-) означает естественную убыль населения) | Естественный прирост населения (на 1000 человек населения, знак (-) означает естественную убыль населения) | Естественный прирост населения (на 1000 человек населения, знак (-) означает естественную убыль населения) | Естественный прирост населения (на 1000 человек населения, знак (-) означает естественную убыль населения) |
| 1970 | 1975 | 1980 | 1985 | 1990 | 1995 | 1996 | 1997 | 1998 | 1999 |
| --- | --- | --- | --- | --- | --- | --- | --- | --- | --- |
| 7 | ↗7,8 | ↘6,2 | ↗7,6 | ↘3,8 | ↘−4,6 | ↗−4 | ↗−3,5 | ↗−2,9 | ↘−4,5 |
| 2000 | 2001 | 2002 | 2003 | 2004 | 2005 | 2006 | 2007 | 2008 | 2009 |
| ↘−5,2 | ↗−4,5 | ↗−4,3 | ↗−4,2 | ↗−3,3 | ↘−3,7 | ↗−2,4 | ↗−0,9 | ↗−0,1 | ↗0,7 |
| 2010 | 2011 | 2012 | 2013 | 2014 | | | | | |
| ↗1,1 | ↗1,5 | ↗2,5 | ↗2,7 | ↗2,8 | | | | | |

| Ожидаемая продолжительность жизни при рождении (число лет) | Ожидаемая продолжительность жизни при рождении (число лет) | Ожидаемая продолжительность жизни при рождении (число лет) | Ожидаемая продолжительность жизни при рождении (число лет) | Ожидаемая продолжительность жизни при рождении (число лет) | Ожидаемая продолжительность жизни при рождении (число лет) | Ожидаемая продолжительность жизни при рождении (число лет) | Ожидаемая продолжительность жизни при рождении (число лет) | Ожидаемая продолжительность жизни при рождении (число лет) |
| 1990                                                       | 1991                                                       | 1992                                                       | 1993                                                       | 1994                                                       | 1995                                                       | 1996                                                       | 1997                                                       | 1998                                                       |
| ---------------------------------------------------------- | ---------------------------------------------------------- | ---------------------------------------------------------- | ---------------------------------------------------------- | ---------------------------------------------------------- | ---------------------------------------------------------- | ---------------------------------------------------------- | ---------------------------------------------------------- | ---------------------------------------------------------- |
| 69,4                                                       | ↘69                                                        | ↘67,6                                                      | ↘64,8                                                      | ↘63,6                                                      | ↗64                                                        | ↗65,2                                                      | ↗66,6                                                      | ↗67                                                        |
| 1999                                                       | 2000                                                       | 2001                                                       | 2002                                                       | 2003                                                       | 2004                                                       | 2005                                                       | 2006                                                       | 2007                                                       |
| ↘65,7                                                      | ↘64,6                                                      | ↗65                                                        | ↘64,6                                                      | →64,6                                                      | ↗65,1                                                      | ↗65,2                                                      | ↗66,8                                                      | ↗67,6                                                      |
| 2008                                                       | 2009                                                       | 2010                                                       | 2011                                                       | 2012                                                       | 2013                                                       |                                                            |                                                            |                                                            |
| ↗67,9                                                      | ↗68,6                                                      | ↗68,8                                                      | ↗69,4                                                      | ↗69,6                                                      | ↗70,1                                                      |                                                            |                                                            |                                                            |

### Национальный состав
2010 год

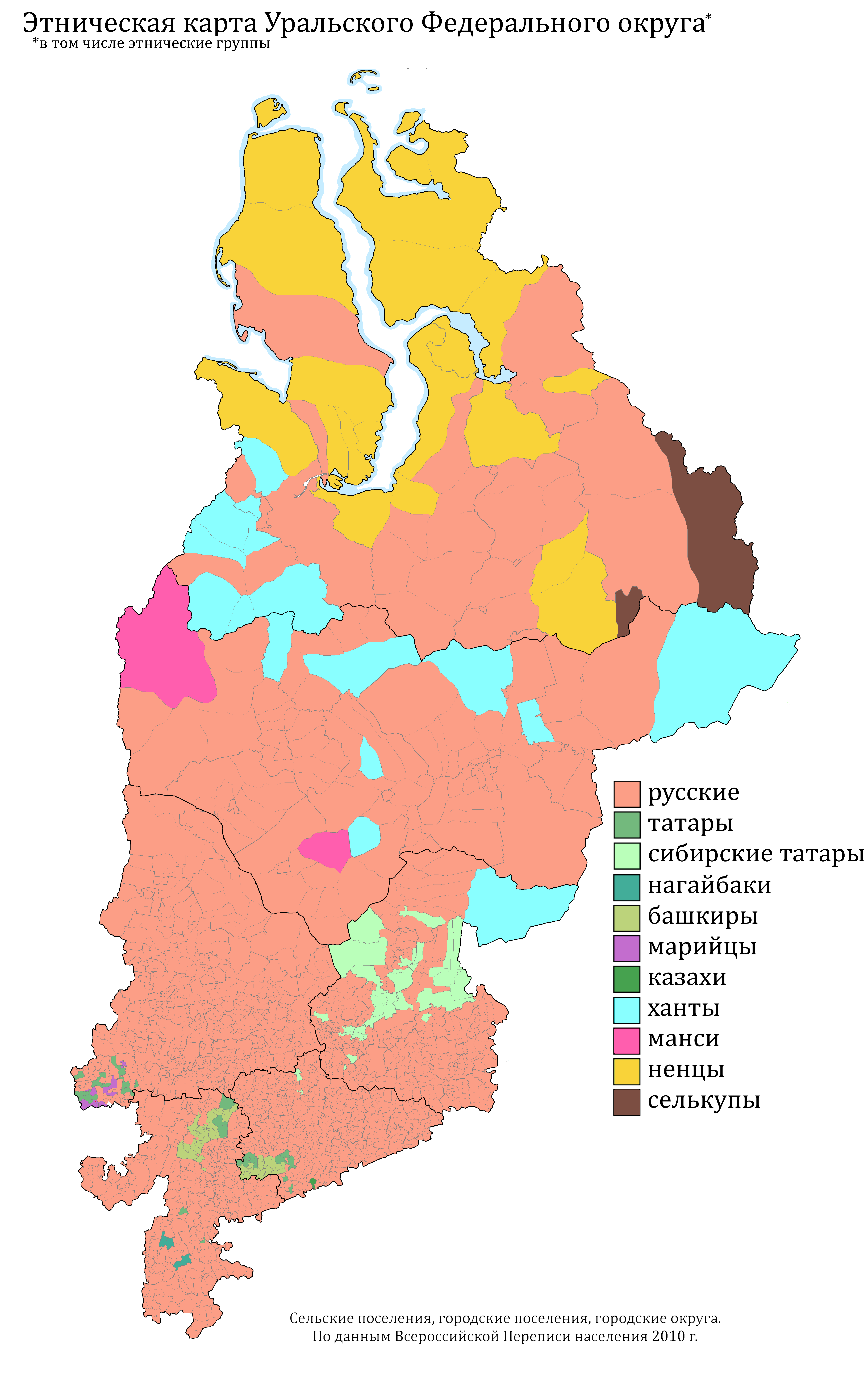
Этническая карта УрФО по городским и сельским поселениям, перепись 2010 г.

Национальный состав по данным переписи 2010 года:
1. Русские — 9 690 527 (80,22 %)
2. Татары — 581 728 (4,82 %)
3. Башкиры — 296 083 (2,74 %)
4. Украинцы — 250 020 (2,07 %)
5. Казахи — 70 788 (0,59 %)
6. Азербайджанцы — 66 819 (0,55 %)
7. Немцы — 56 064 (0,46 %)
8. Белорусы — 52 855 (0,44 %)
9. Чуваши — 42 177 (0,35 %)
10. Армяне — 38 104 (0,32 %)
11. Марийцы — 37 980 (0,31 %)
12. Таджики — 33 410 (0,28 %)
13. Ненцы — 31 707 (0,26 %)
14. Узбеки — 31 083 (0,26 %)
15. Ханты — 29 469 (0,24 %)
16. Мордва — 26 585 (0,22 %)
17. Удмурты — 22 882 (0,19 %)
18. Молдаване — 20 575 (0,17 %)
19. Кумыки — 19 078 (0,16 %)
20. Лезгины — 18 191 (0,15 %)
21. Киргизы — 16 870 (0,14 %)
22. Чеченцы — 12 573 (0,10 %)
23. Манси — 11 900 (0,10 %)
24. Цыгане — 10 302 (0,09 %)
25. Евреи — 10 248 (0,08 %)
26. Коми — 9108 (0,08 %)
27. Ногайцы — 8946 (0,07 %)
28. Нагайбаки — 7879 (0,07 %)
29. Лица, не указавшие национальность — 539 942 (4,47 %)

Всего — 12 080 526 чел.
2002 год
1. Русские — 10 млн 237 тыс. 992 чел. (82,74 %)
2. Татары — 636 тыс. 474 чел. (5,14 %)[источник не указан 3661 день]
3. Украинцы — 355 тыс. 087 чел. (2,87 %)
4. Башкиры — 265 тыс. 586 чел. (2,15 %)
5. Немцы — 80 тыс. 899 чел. (0,65 %)
6. Белорусы — 79 тыс. 067 чел. (0,64 %)
7. Казахи — 74 тыс. 065 чел. (0,6 %)
8. Азербайджанцы — 66 тыс. 632 чел. (0,54 %)
9. Чуваши — 53 тыс. 110 чел. (0,43 %)
10. Марийцы — 42 тыс. 992 чел. (0,35 %)
11. Мордва — 38 тыс. 612 чел. (0,31 %)
12. Армяне — 36 тыс. 605 чел. (0,3 %)
13. Удмурты — 29 тыс. 848 чел. (0,24 %)
14. Ненцы — 28 тыс. 091 чел. (0,23 %)
15. Лица, не указавшие национальность — 69 тыс. 164 чел. (0,56 %)

### Этнические карты
|  |  |  |
|  |  |  |
|  |  |  |
|  |  |  |
|  |  |  |

### Языки
По этно-языковому составу преобладают следующие группы и семьи:
1. Индоевропейская семья — 10 186 489 чел. (84,32 %)
  1. Славянская группа — 10 003 712 (82,81 %)
  2. Германская группа — 56 191 (0,47 %)
  3. Иранская группа — 39 601 (0,33 %)
  4. Армянская группа — 38 122 (0,32 %)
  5. Романская группа — 21 142 (0,18 %)
  6. Индоарийская группа — 10 339 (0,09 %)
  7. Евреи индоевропейские — 10 248 (0,08 %)
2. Тюркская семья — 1 105 645 (9,15 %)
3. Уральская семья — 178 322 (1,48 %)
  1. Финно-угорская группа — 144 534 (1,20 %)
  2. Самодийская группа — 33 788 (0,28 %)
4. Северокавказская семья — 52 961 (0,44 %)
  1. Дагестанская группа — 33 773 (0,28 %)
  2. Нахская группа — 16 398 (0,14 %)
5. Картвельская семья — 6214 (0,05 %)
6. Корейцы — 3805 (0,03 %)
7. Сино-тибетская семья — 2112 (0,02 %)

## Полномочные представители президента Российской Федерациив УрФО
- Латышев, Пётр Михайлович (18 мая 2000 / 26 марта 2004 / 14 мая 2008 — скончался 2 декабря 2008)[69][70][71]
- Крупкин, Владимир Леонидович (и. о. 2—8 декабря 2008)[источник не указан 650 дней]
- Винниченко, Николай Александрович (8 декабря 2008 — 6 сентября 2011)[72][73]
- Куйвашев, Евгений Владимирович (6 сентября 2011 — 14 мая 2012)[74][75]
- Холманских, Игорь Рюрикович (18 мая 2012 — 26 июня 2018)[76][77]
- Цуканов, Николай Николаевич (26 июня 2018 — 6 ноября 2020)[78]
- Якушев, Владимир Владимирович (6 ноября 2020 — 24 сентября 2024).
- Жога, Артём Владимирович (с 2 октября 2024)[79].